# Andira macrothyrsa
Andira macrothyrsa är en ärtväxtart som beskrevs av Adolpho Ducke. Andira macrothyrsa ingår i släktet Andira och familjen ärtväxter. Inga underarter finns listade i Catalogue of Life.